# Heiragabis
Heiragabis (auch Heirachabis) ist eine Farm und Ansiedlung im Süden der Region ǁKharasKlicklaut im südlichen Namibia. Sie liegt etwa 35 Kilometer westlich von Ariamsvlei, etwas nördlich der Nationalstraße B3.

## Geschichtliches
In der deutschen Kolonialzeit war Heiragabis 1896 von der katholischen Kirche als Ausgangspunkt für ihre Missionsarbeit in Deutsch-Südwestafrika erworben worden. Am 27. Januar 1904 war der Ort Schauplatz des Friedensschlusses zwischen der deutschen Kolonialmacht und den seit Ende 1903 aufständischen Bondelswarts. Ab 1906 erhielt Heiragabis einen ersten Kirchenbau und nach dem Ende des Herero-Aufstands wurde Heiragabis Sitz der Apostolischen Präfektur des Groß-Namalandes. Die Präfektur umfasste den ganzen südlichen Teil der Kolonie. Die Oblaten des hl. Franz von Sales waren hier tätig. Gleichfalls existierte dort eine Katechetenschule.
Heute ist der Ort weiterhin Standort von zwei katholischen Kirchen (darunter Unsere Liebe Frau vom guten Rat) und touristisches Ziel.